# Episodi di The Resident (sesta stagione)
La sesta  e ultima stagione della serie televisiva The Resident è stata trasmessa negli Stati Uniti per la prima volta dall'emittente Fox dal 20 settembre 2022 al 17 gennaio 2023.
In Italia è stata pubblicata sulla piattaforma streaming on demand Disney+ dall'11 gennaio al 26 aprile 2023.
| nº | Titolo originale               | Titolo italiano                     | Prima TV USA      | Pubblicazione Italia |
| -- | ------------------------------ | ----------------------------------- | ----------------- | -------------------- |
| 1  | Two Hearts                     | Due cuori                           | 20 settembre 2022 | 11 gennaio 2023      |
| 2  | Peek and Shriek                | Sbircia e urla                      | 27 settembre 2022 | 18 gennaio 2023      |
| 3  | One Bullet                     | Un proiettile                       | 4 ottobre 2022    | 25 gennaio 2023      |
| 4  | It Won't Be Like This for Long | Non sarà così per molto             | 11 ottobre 2022   | 1º febbraio 2023     |
| 5  | A River in Egypt               | Un fiume in Egitto                  | 18 ottobre 2022   | 8 febbraio 2023      |
| 6  | For Better or Worse            | Nel bene e nel male                 | 25 ottobre 2022   | 15 febbraio 2023     |
| 7  | The Chimera                    | La chimera                          | 8 novembre 2022   | 22 febbraio 2023     |
| 8  | The Better Part of Valor       | La parte migliore del coraggio      | 15 novembre 2022  | 1º marzo 2023        |
| 9  | No Pressure No Diamonds        | Nessuna pressione, nessun risultato | 29 novembre 2022  | 5 aprile 2023        |
| 10 | Family Day                     | Giornata in famiglia                | 6 dicembre 2022   | 12 aprile 2023       |
| 11 | All In                         | Tutti dentro                        | 3 gennaio 2023    | 19 aprile 2023       |
| 12 | All the Wiser                  | Tutti più saggi                     | 10 gennaio 2023   | 26 aprile 2023       |
| 13 | All Hands on Deck              | Tutti al lavoro                     | 17 gennaio 2023   | 26 aprile 2023       |

## Due cuori
- Titolo originale: Two Hearts
- Diretto da: Rob Corn
- Scritto da: Amy Holden Jones

### Trama
Quando la gravidanza di Padma prende una piega pericolosa, i medici si uniscono per trovare una soluzione e si rivolgono a Ian perché faccia un miracolo. Nel frattempo, Conrad prende una decisione riguardo alla sua vita amorosa e nel finale vediamo che esce con Cade.

## Sbircia e urla
- Titolo originale: Peek and Shriek
- Diretto da: Paul McCrane
- Scritto da: Joy Gregory

### Trama
Una rissa alle elezioni porta un afflusso di pazienti e a rivelazioni sorprendenti al Chastain.
Cade rivela la possibile tossicodipendenza del padre a Conrad. 
Quest'ultimo, dopo l'ennesimo dubbio sul procedere con una nuova relazione, chiede consiglio a Billie, la quale lo spinge a rifarsi una vita, ma lei stessa dovrà fare i conti sulla scelta di Conrad di avvicinarsi di più a Cade.